# Modrá myš
Modrá myš (německy Blaue Maus) byl první koktejlový bar v Ostravě. Fungoval na adrese 28. října č. 3, tj. v zadní části bývalého domu čp. 49, od roku 1920 do roku 1925.
Provozoval ho Karel Hampel, který působil předtím jako číšník v kavárnách Union a Royal. V roce 1920 Karel Hampel pronajal Kavárnu Central, kterou později přejmenoval na Astoria. Na zadní straně budovy otevřel american bar Modrá myš, který se zahy stal velmi diskutovaným a zároveň nejslavnějším barem Moravské Ostravy.

## Současnost
V roce 2011 byl v Ostravě obnoven bar stejného jména. V duchu první republiky se nese interiér baru i jazzová hudba. Bar svou klidnou atmosferou dolaďuje charakter jinak rušné Stodolní ulice.[zdroj?]